# Harriet Williams Russell Strong
Harriet Russell Strong, nata Harriet Williams Russell, (Buffalo, 23 luglio 1844 – Contea di Los Angeles, 6 settembre 1926), è stata un'inventrice, filantropa, attivista, per i diritti delle donne e femminista statunitense; era inoltre un'attivista sociale, imprenditrice, ambientalista e figura di spicco del movimento femminile. È stata inserita nella National Women's Hall of Fame e nella National Inventors Hall of Fame. Le sue innovazioni pionieristiche nell'immagazzinamento dell'acqua e nel controllo delle inondazioni hanno permesso la costruzione della Diga di Hoover e dell'All-American Canal.

## L'infanzia e il contesto famigliare
Harriet Williams Russell nacque a Buffalo, New York, quarta figlia di Henry Pierrepont e Mary Guest (Musier) Russell. Fu educata da insegnanti privati e al Young Ladies Seminary, (in origine Miss Mary Atkin's Young Ladies Seminary), di Benicia, in California.

## Il matrimonio e la famiglia
Nel 1861 la famiglia si trasferì nuovamente a Carson City, in Nevada, dove Harriet incontrò il suo futuro marito, Charles Lyman Strong. Si sposò a Virginia City, in Nevada, all'età di diciannove anni e a trentanove rimase vedova con quattro figlie in seguito al suicidio del marito dopo una serie di fallimenti negli affari. La proprietà del marito, costituita da miniere e altri terreni nel Sud della California, fu impegnata in un contenzioso che durò otto anni. Si dedicò quindi alla gestione e allo sviluppo di queste proprietà, note come Ranchito del Fuerte nella San Gabriel Valley, in California. La tenuta era in gran parte coltivata a noci e aranci, oltre che a pampa, e produceva buoni profitti. Nel 1897 perforò una serie di pozzi artesiani e, per utilizzare l'acqua così ottenuta, acquistò 1.000 acri (4,0 km²) di terreno a cinque miglia (8 km) di distanza, installò un impianto di pompaggio e incorporò la proprietà sotto il nome di Azienda Acque Paso de Bartolo, di cui lei era presidente e le sue due figlie, rispettivamente, tesoriera e segretaria, ed emise obbligazioni per 110.000 dollari a sostegno dell'impresa, vendendo la proprietà quattro anni dopo con un profitto notevole.

## Inventrice ed esperta di conservazione dell'acqua
Harriet Strong fece uno studio sulla carenza d'acqua, compreso il controllo delle inondazioni e lo stoccaggio dell'acqua. Si schierò a favore della conservazione delle fonti come rimedio alle inondazioni, proponendo una successione di dighe nel Grand Canyon del Fiume Colorado per conservare l'acqua a scopo di irrigazione e per la generazione di elettricità. Il 6 dicembre 1887 le fu concesso un brevetto per la costruzione di una diga e di un serbatoio. La sua invenzione consiste in una serie di dighe, una dietro l'altra, da costruire in una valle, in un canyon o in un corso d'acqua in modo tale che l'acqua, una volta riempita la diga inferiore, si estenda fino a una certa altezza sulla parete inferiore della seconda diga, fungendo così da sostegno e supporto per la diga sovrastante. Ottenne un altro brevetto, il 6 novembre 1894, su un nuovo metodo per arginare i detriti e immagazzinare l'acqua. Per queste invenzioni ricevette due medaglie dalla Fiera Colombiana di Chicago, Illinois, nel 1893. Nel 1918 si presentò davanti alla commissione congressuale per l'energia idrica e invitò il governo a immagazzinare le acque di piena del fiume Colorado costruendo una serie di dighe con il suo metodo nel Grand Canyon, che nella sua piena capacità è lungo 150 miglia (240 km), controllando così le inondazioni e aumentando l'acqua per l'irrigazione, rendendo disponibili migliaia di acri di terreno e una potenza illimitata per la generazione di elettricità.

## Gli ultimi anni
La Strong aveva un notevole talento come compositrice musicale; pubblicò diverse canzoni e un libro di schizzi musicali, e per molti anni fu vicepresidente dell'Associazione della Los Angeles Philharmonic Orchestra. È stata la fondatrice della Ebell di Los Angeles, di cui è stata presidente per tre mandati consecutivi. È stata anche membro dei Club d'Arte Friday Morning e Ruskin di Los Angeles ed è stata la prima donna a far parte della Camera di Commercio di Los Angeles e del comitato esecutivo della Inland Waterways Association di San Francisco. Nel 1918 fu delegata alla convention annuale della Camera di Commercio degli Stati Uniti, a Chicago, in rappresentanza delle camere di commercio di Whittier e di Los Angeles, prima donna delegata a partecipare a tali convention. È stata membro del consiglio di amministrazione della Camera di Commercio di Whittier, presidente del comitato per il controllo delle inondazioni e membro del comitato legislativo e legale, nonché membro del comitato legislativo della Camera di Commercio di Los Angeles. È stata responsabile della conservazione del Pio Pico State Historic Park di Pio Pico, che era stato un amico di famiglia quando si era trasferita nella California meridionale.
Harriet Strong fu una devota studentessa di Scienza Cristiana e fu membro fondatore della First Church of Christ, Scientist di Whittier, California. Sua figlia Nellie divenne una praticante della Scienza Cristiana.
Ebbe quattro figlie: Mary Lyman, moglie di Dean Mason, di Los Angeles, Harriet Russell, Nelle de Luce Strong e Georgina Pierrepont.
Harriet Strong morì in seguito a un incidente automobilistico nel 1926.